# Billie Pierce
Pour les articles homonymes, voir Pierce.
Wilhelmina Madison Goodson, connue sous le nom de Billie Pierce, née le 8 juin 1907 et morte le 29 septembre 1974, est une pianiste et chanteuse de jazz américaine, qui joue et enregistre essentiellement avec son mari De De Pierce. Son style est décrit comme un « puissant mélange de barrelhouse, de boogie-woogie et de ragtime ». Après s'être installée à la Nouvelle-Orléans en 1930, elle joue dans les groupes d'AJ Piron, Alphonse Picou, Emile Barnes et George Lewis.

## Débuts

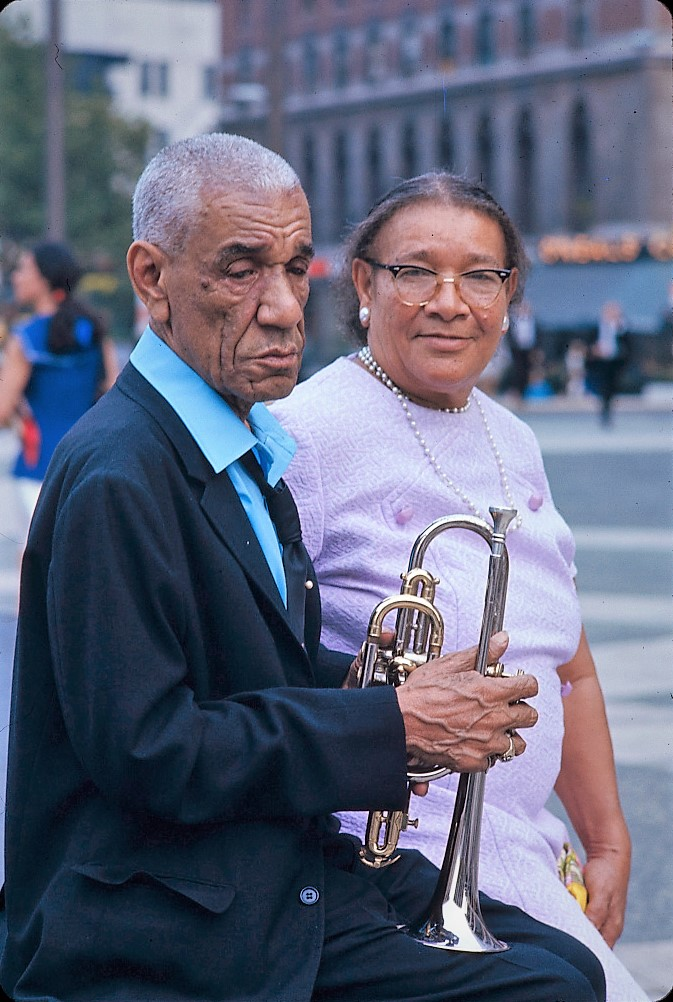
De De et Billie Pierce, dans les années 1970.

Wilhelmina (Billie) Goodson naît le 8 juin 1907 dans la ville natale de sa mère, Marianna, en Floride. Ses parents, Madison H. et Sarah Jenkins Goodson, ainsi que cinq de ses sœurs (dont Ida et Sadie Goodson) sont pianistes,. Ils jouent et chantent des hymnes dans la chorale de l'église baptiste où Madison Goodson est diacre. Selon Billie, elle a environ deux ans lorsqu'elle commence à jouer du piano.
Bien que ses parents désapprouvent le ragtime, le blues et le jazz, ne jouant que de la musique religieuse, Billie et ses sœurs y sont attirées. Lorsqu'elle a environ dix ans, elle et ses sœurs descendent au Belmont Theatre pour écouter Ma Rainey, Ida Cox et Bessie Smith lors de leur passage à Pensacola. Quand elle a presque treize ans, Bessie Smith se produit à nouveau en ville. Son pianiste, Clarence Williams, ayant subi une crise cardiaque, Billie le remplace pendant deux semaines au Belmont Theatre.

## Carrière
Vers l'âge de 15 ans (en 1922), Billie commence à jouer professionnellement. Certains récits affirment qu'elle tourne avec Gertrude "Ma" Rainey ; en réalité, à ce moment-là, elle accompagne Ida Cox au Belmont Theatre. Ensuite, Billie fait une tournée en tant que chanteuse, danseuse et pianiste. Au début des années 1920, Billie n'accompagne des groupes que sur la partie floridienne de leurs tournées. En 1929, elle travaille à Birmingham, Alabama, dans un orchestre de neuf musiciens nommé le Nighthawks Orchestra, lorsqu'elle apprend que sa sœur, Sadie, est tombée malade et a besoin d'un remplacement temporaire. Sadie et son mari, le batteur Abbey "Chinee" Foster, jouent dans le groupe de Buddy Petit à bord du SS Madison à la Nouvelle-Orléans.
Billie Goodson s'installe à la Nouvelle-Orléans en 1930. Dans les années 1930, elle dirige un groupe de quatre musiciens au Kingfish (également connu sous le nom de Pig Pen). Elle tourne plus largement avec le Mighty Wiggle Carnival (de Jack Shaffer), l'orchestre de Joe Jesse et sa propre revue.
En 1932, elle joue du piano avec le quintette d'Alphonse Picou (avec Johnny Dave au banjo ; Ernest Milton à la batterie ; Picou à la clarinette et Lawrence Toca à la trompette) au Rialto Nightclub sur Jefferson Davis Parkway pendant quelques années. Elle se produit au Blue Jay Club, où elle rencontre le cornettiste De De Pierce, qui joue à l'époque avec un groupe dirigé par la sœur de Billie au Mama's and Papa's, un club voisin. De 1933 à 1934, elle et De De sont membres d'un orchestre comprenant le clarinettiste George Lewis, dans une salle de danse, le Kingfish. Billie et De De se marient le 28 mars 1935 à l'église catholique St. Peter Claver.
Billie et De De Pierce jouent avec leur propre ensemble, qui sert de groupe maison au Luthjen's Dance Hall, par intermittence, pendant 24 ans. Billie dirige le groupe au piano et au chant. Billie Pierce enregistre pour la première fois avec Emile Barnes en 1946 (publié seulement en 1997) et sous son propre nom en 1953. 
Dans les années 1950, De De perd la vue à cause d'un glaucome, à peu près au même moment où Billie subi un accident vasculaire cérébral, qui la paralyse pendant plusieurs mois, mettant temporairement un frein à leur carrière. Ils reprennent dans les années 1960, alors que le jazz Dixieland connaît un renouveau. Elle est une habituée de la scène jazz de la Nouvelle-Orléans des années 1950 au début des années 1970, jouant dans le Preservation Hall Jazz Band.
Billie Pierce meurt le 29 septembre 1974 à la Nouvelle-Orléans, à l'âge de 67 ans. Son mari est décédé en novembre 1973, à l'âge de 69 ans.

## Discographie
Avec De De Pierce
- 1961 : Blues and Tonks from the Delta (Riverside)
- 1961 : Vocal Blues and Cornet in the Classic Tradition (Riverside)
- 1963 : Jazz at Preservation Hall 2 (Atlantic)
- 1966 : New Orleans' Billie & De De and Their Preservation Hall Jazz Band (Preservation Hall)
- 1971 : New Orleans Jazz (Arhoolie)
- 1974 : Billie & Dee Dee Pierce In Scandinavia (Rarities)
- 1976 : Billie and De De Pierce at Luthjen's (Center)
- 2009 : Live At Luthjens 1953 (504)

Billie & De De Pierce and Paul Barbarin with Chris Barber's Jazz Band
- 1994 : 1960 (GHB)

Billie & De De Pierce with Kid Thomas Valentine
- 1994 : 1960 (504)